# 明倫館 (江面村)
明倫館（めいりんかん）は、1893年（明治26年）に宮内翁助により設けられ、旧南埼玉郡江面村（現：埼玉県久喜市）に所在していた私立中等教育機関である。

## 概要
この明倫館は1893年（明治26年）に宮内翁助が中島端蔵（中島撫山の二男）と共に南埼玉郡江面村の宝光院本堂を仮校舎とし開学した中等教育機関である。
明倫館の教育課程は当初、本科4年・研究科3年であり、定員は150人であった。第2代館長に宮内翁助が就任すると学則が改められ、中学校程度の各種学校とし、普通科3年課程および実業科1年課程に改め設置した。

## 略歴
- 1893年（明治26年） - 宮内翁助が中島端蔵（中島撫山の二男）と共に南埼玉郡江面村の宝光院本堂を仮校舎とし、私立学校「明倫館」を開設する。初代館長に中島端蔵が就任する。
- 1899年（明治32年） - 宮内翁助が第2代館長に就任する。
- 1903年（明治36年） - 南埼玉郡江面村大字下早見に校舎を新築する。
- 1912年（大正元年） - 12月、宮内翁助が没する。後継として長男の宮内純が第3代館長に就任する。
- 1922年（大正11年） - 第3代館長の宮内純が五十嵐八五郎の石碑を記す。
- 1935年（昭和10年） - 4月、閉校する。